# Michael Berrer
Michael Berrer (* 1. Juli 1980 in Stuttgart) ist ein ehemaliger deutscher Tennisspieler.

## Karriere
Mit 7 Jahren begann Michael Berrer Tennis zu spielen. 1999 begann er seine Profikarriere. Er spielt beim TV Reutlingen. Der erste Einzelsieg in einem Grand-Slam-Turnier gelang ihm in Wimbledon gegen Albert Montañés mit 6:3, 6:3 und 6:2. Bei den BMW Open 2008 in München gewann er gemeinsam mit Rainer Schüttler die Doppelkonkurrenz und somit seinen ersten Titel auf der ATP-Tour.
Im Februar 2009 gewann er das Challenger von Breslau mit 6:3 und 6:4 gegen Alexander Kudrjawzew.
Im Februar 2010 erreichte Berrer beim Turnier in Zagreb zum ersten Mal in seiner Karriere ein ATP-Finale im Einzel. Dort unterlag er dem kroatischen Titelverteidiger Marin Čilić in drei Sätzen mit 4:6, 7:65 und 3:6. Außerdem gewann er das Challenger in Heilbronn durch einen Zweisatzfinalerfolg gegen Andrei Golubew. Beim ATP-World-Tour-500-Event in Dubai spielte er sich nach Siegen über Lukáš Lacko und Nikolai Dawydenko bis ins Viertelfinale vor. Dort unterlag er Marcos Baghdatis mit 6:7, 1:6. Außerdem erreichte er die dritte Runde des Monte Carlo Masters – dort scheiterte er an Rafael Nadal mit 0:6, 1:6. Im September qualifizierte sich Berrer als Nummer 51 der Welt für die China Open in Peking. In Runde eins des Hauptfeldes besiegte er die Nummer 7 der Welt, Tomáš Berdych, in drei Sätzen. Dies war der zweite Sieg gegen einen Top-Ten-Spieler in seiner Karriere. In Runde zwei musste er sich nach einem weiteren Dreisatzmatch Gilles Simon geschlagen geben. Das Match dauerte 3:06 Stunden und endete mit 7:6, 4:6, 6:7 aus Berrers Sicht. Auf dem Weg ins Halbfinale von Wien besiegte Berrer Guillermo García López, Pablo Cuevas und Marcos Baghdatis. In drei Sätzen scheiterte er dann aber am Lucky Loser Andreas Haider-Maurer.
Zu Beginn des Jahres 2011 konnte Berrer erneut das Finale in Zagreb erreichen. Wie im Vorjahr scheiterte er aber erneut, dieses Mal mit 3:6 und 4:6 an Ivan Dodig. Bei den French Open spielte sich Berrer zum ersten Mal in seiner Karriere in die dritte Runde eines Grand-Slam-Turniers vor. Dort verlor er in drei Sätzen gegen Andy Murray.
Bei der letzten Partie seiner Karriere gegen Maximilian Marterer sicherte er sich erstmals den Titel des Deutschen Meisters.

## Erfolge
| Legende (Anzahl der Siege)                      |
| Grand Slam                                      |
| ATP World Tour Finals                           |
| ATP World Tour Masters 1000                     |
| ATP World Tour 500                              |
| ATP International Series ATP World Tour 250 (1) |
| ATP Challenger Tour (11)                        |

| ATP-Titel nach Belag |
| Hartplatz (0)        |
| Sand (1)             |
| Rasen (0)            |

### Einzel

#### Turniersiege

##### ATP Challenger Tour
| Nr. | Datum             | Turnier              | Belag         | Finalgegner          | Ergebnis        |
| --- | ----------------- | -------------------- | ------------- | -------------------- | --------------- |
| 1.  | 7. August 2005    | Segovia              | Hartplatz     | Wang Yeu-tzuoo       | 7:5, 6:76, 6:1  |
| 2.  | 13. November 2005 | Eckental             | Teppich (i)   | Steve Darcis         | 6:3, 4:6, 6:4   |
| 3.  | 19. November 2006 | Helsinki             | Hartplatz (i) | Tomáš Zíb            | 6:2, 3:6, 6:3   |
| 4.  | 28. Januar 2007   | Heilbronn (1)        | Hartplatz (i) | Michaël Llodra       | 6:5 Aufgabe     |
| 5.  | 8. Februar 2009   | Breslau              | Hartplatz (i) | Alexander Kudrjawzew | 6:3, 6:4        |
| 6.  | 22. November 2009 | Bratislava           | Hartplatz (i) | Dominik Hrbatý       | 6:76, 6:4, 7:63 |
| 7.  | 6. Dezember 2009  | Salzburg             | Hartplatz (i) | Jarkko Nieminen      | 6:74, 6:4, 6:4  |
| 8.  | 31. Januar 2010   | Heilbronn (2)        | Hartplatz (i) | Andrei Golubew       | 6:3, 7:64       |
| 9.  | 27. Januar 2013   | Heilbronn (3)        | Hartplatz (i) | Jan-Lennard Struff   | 7:5, 6:3        |
| 10. | 20. Oktober 2013  | Mouilleron-le-Captif | Hartplatz (i) | Nicolas Mahut        | 1:6, 6;4, 6:3   |
| 11. | 3. April 2016     | León                 | Hartplatz     | João Souza           | 6:3, 6:2        |

#### Finalteilnahmen
| Nr. | Datum           | Turnier    | Belag         | Finalgegner | Ergebnis       |
| --- | --------------- | ---------- | ------------- | ----------- | -------------- |
| 1.  | 7. Februar 2010 | Zagreb (1) | Hartplatz (i) | Marin Čilić | 4:6, 7:65, 3:6 |
| 2.  | 6. Februar 2011 | Zagreb (2) | Hartplatz (i) | Ivan Dodig  | 3:6, 4:6       |

### Doppel

#### Turniersiege
| Nr. | Datum       | Turnier | Belag | Partner          | Finalgegner               | Ergebnis         |
| --- | ----------- | ------- | ----- | ---------------- | ------------------------- | ---------------- |
| 1.  | 4. Mai 2008 | München | Sand  | Rainer Schüttler | Scott Lipsky David Martin | 7:5, 3:6, [10:8] |

#### Finalteilnahmen
| Nr. | Datum              | Turnier   | Belag     | Partner         | Finalgegner                           | Ergebnis |
| --- | ------------------ | --------- | --------- | --------------- | ------------------------------------- | -------- |
| 1.  | 17. September 2006 | Peking    | Hartplatz | Kenneth Carlsen | Mahesh Bhupathi Mario Ančić           | 4:6, 3:6 |
| 2.  | 13. Juli 2008      | Stuttgart | Sand      | Mischa Zverev   | Christopher Kas Philipp Kohlschreiber | 3:6, 4:6 |

## Bilanz

### Einzel
| Turnier1                   | 2016 | 2015 | 2014 | 2013 | 2012 | 2011  | 2010  | 2009 | 2008 | 2007  | 2006 | 2005 | 2004 | 2003 | 2002 | 2001 | 2000 | Gesamt |
| -------------------------- | ---- | ---- | ---- | ---- | ---- | ----- | ----- | ---- | ---- | ----- | ---- | ---- | ---- | ---- | ---- | ---- | ---- | ------ |
| Australian Open            | –    | –    | 2R   | –    | –    | 1R    | 2R    | 2R   | 2R   | 1R    | –    | –    | –    | –    | –    | –    | –    | 2R     |
| French Open                | –    | 1R   | –    | –    | 2R   | 3R    | 1R    | –    | 1R   | –     | –    | –    | –    | –    | –    | –    | –    | 3R     |
| Wimbledon                  | –    | 1R   | –    | –    | –    | 1R    | 1R    | –    | 1R   | 2R    | 1R   | –    | –    | –    | –    | –    | –    | 2R     |
| US Open                    | –    | 1R   | –    | –    | –    | 1R    | 1R    | 1R   | 1R   | 2R    | 1R   | –    | –    | –    | –    | –    | –    | 2R     |
| Gewonnene Einzel-Titel     | 0    | 0    | 0    | 0    | 0    | 0     | 0     | 0    | 0    | 0     | 0    | 0    | 0    | 0    | 0    | 0    | 0    | 0      |
| Gesamt-Siege/-Niederlagen2 | 4:9  | 6:10 | 3:6  | 2:3  | 5:11 | 17:22 | 20:28 | 5:8  | 8:22 | 13:12 | 4:11 | 1:2  | 0:1  | 0:0  | 0:0  | 0:0  | 0:0  | 88:145 |
| Jahresendposition          | 182  | 115  | 128  | 142  | 135  | 100   | 58    | 74   | 133  | 57    | 153  | 127  | 228  | 329  | 341  | 504  | 624  | N/A    |

### Doppel
| Turnier1                   | 2016 | 2015 | 2014 | 2013 | 2012 | 2011 | 2010 | 2009 | 2008 | 2007 | 2006 | 2005 | 2004 | 2003 | 2002 | 2001 | 2000 | Gesamt |
| -------------------------- | ---- | ---- | ---- | ---- | ---- | ---- | ---- | ---- | ---- | ---- | ---- | ---- | ---- | ---- | ---- | ---- | ---- | ------ |
| Australian Open            | –    | –    | –    | –    | –    | 2R   | 1R   | –    | –    | –    | –    | –    | –    | –    | –    | –    | –    | 2R     |
| French Open                | –    | –    | –    | –    | –    | 1R   | –    | –    | –    | –    | –    | –    | –    | –    | –    | –    | –    | 1R     |
| Wimbledon                  | –    | –    | –    | –    | –    | –    | –    | –    | –    | 2R   | –    | –    | –    | –    | –    | –    | –    | 2R     |
| US Open                    | –    | –    | –    | –    | –    | –    | 1R   | –    | –    | –    | –    | –    | –    | –    | –    | –    | –    | 1R     |
| Gewonnene Doppel-Titel     | 0    | 0    | 0    | 0    | 0    | 0    | 0    | 0    | 1    | 0    | 0    | 0    | 0    | 0    | 0    | 0    | 0    | 1      |
| Gesamt-Siege/-Niederlagen2 | 1:1  | 0:1  | 2:3  | 2:0  | 0:1  | 2:5  | 3:10 | 0:1  | 8:3  | 3:4  | 3:1  | 0:0  | 0:0  | 0:0  | 0:0  | 0:0  | 0:0  | 24:30  |
| Jahresendposition          | 844  | –    | 498  | 427  | 957  | 407  | 300  | 460  | 144  | 222  | 396  | 570  | 283  | 666  | 1058 | 909  | 1087 | N/A    |

Zeichenerklärung: S = Turniersieg; F, HF, VF, AF = Einzug ins Finale / Halbfinale / Viertelfinale / Achtelfinale; 1R, 2R, 3R = Ausscheiden in der 1. / 2. / 3. Hauptrunde bzw. Q1, Q2, Q3 = Ausscheiden in der 1. / 2. / 3. Qualifikationsrunde
1 Turnierresultat in Klammern bedeutet, dass der Spieler das Turnier noch nicht beendet hat; es zeigt seinen aktuellen Turnierstatus an. Nachdem der Spieler das Turnier beendet hat, wird die Klammer entfernt.

2 Stand: Karriereende

## Persönliches
Michael Berrer ist Vater von zwei Kindern.